# Jesús Garay Vecino
Jesús Garay Vecino (Bilbao, España; 10 de septiembre de 1930 - 10 de febrero de 1995) fue un futbolista español. Se desempeñaba en la posición de defensa central, siendo considerado como uno de los mejores en su época.

## Trayectoria
Jesús se inició en el Begoña bilbaíno, de donde fue captado por el Athletic Club en 1948. En 1950, tras una temporada cedido en el Erandio, se incorporó al Athletic Club. En el equipo vasco se convirtió en un referente de la defensa, formando una defensa muy popular junto a Orúe y Canito. Después de diez temporadas, 294 partidos y diez goles abandonó, por sorpresa, el club rojiblanco. El FC Barcelona abonó seis millones de pesetas y a Areta III por el central, que se vio obligado a marcharse cuando su deseo era permanecer en el equipo bilbaíno.
La Tribuna Norte del Estadio de San Mamés, se conocía popularmente con el nombre de Tribuna Jesús Garay ya que se construyó con el dinero de su traspaso.
En el club catalán pasó cinco temporadas, en las que sólo conquistó un título de Copa. Se retiró en 1966, después de haber jugado una temporada en el CD Málaga.

## Selección nacional
Jugó 29 veces y marcó 1 gol con la selección española, entre 1953 y 1962. Formó parte de la selección española en la Copa Mundial de Fútbol de 1962, jugando un partido ante Checoslovaquia.

## Palmarés
| Título                     | Club          | País   | Año     |
| -------------------------- | ------------- | ------ | ------- |
| Copa Eva Duarte            | Athletic Club | España | 1950    |
| Copa del Generalísimo      | Athletic Club | España | 1955    |
| Primera División de España | Athletic Club | España | 1955-56 |
| Copa del Generalísimo      | Athletic Club | España | 1956    |
| Copa del Generalísimo      | Athletic Club | España | 1958    |
| Copa del Generalísimo      | FC Barcelona  | España | 1963    |

## Clubes
| Club          | País   | Año       |
| ------------- | ------ | --------- |
| Begoña        | España | 1946-1949 |
| Erandio       | España | 1949-1950 |
| Athletic Club | España | 1950-1960 |
| FC Barcelona  | España | 1960-1965 |
| CD Málaga     | España | 1965-1966 |